# Franz von Weyrother
Franz von Weyrother, né en 1755 à Vienne en archiduché d'Autriche et mort le 16 février 1806 dans cette même ville, est un général autrichien qui combattit, entre autres, Napoléon lors de la bataille d'Austerlitz.

## Biographie

### Enfance et premières armes
Né à Vienne en 1755, Franz von Weyrother est le fils d'Adam von Weyrother, lui-même général de cavalerie. Il est d'abord formé à l'académie technique de Vienne, et entre comme cadet, le 1er décembre 1775, au 22e régiment d'infanterie du Feldmarshall Lacy. Protégé de ce dernier, il est fait enseigne le 1er mai 1777 puis sous-lieutenant le 16 novembre 1778. En août de la même année, il est nommé adjudant du GeneralMarshall Wenzel Joseph von Colloredo (en), au service duquel il reste jusqu'en 1783.

### Guerre austro-turque
Nommé Oberleutnant le 1er juin 1784, il est versé le 1er août 1787 au régiment d'infanterie Archiduc Ferdinand et participe à la guerre contre les Turcs de 1788 à 1790, sous les ordres du Feldmarshall Browne. Il montre de telles qualités de courage, de clairvoyance et d'habileté qu'il est promu capitaine-lieutenant le 1er février 1789, puis capitaine le 6 juillet. Il entre au quartier général le 16 juillet 1794 où il est attaché au Generalmarshall Andreas Freiherr von Neu (de) (1734-1803), gouverneur de Mayence.

### Guerres révolutionnaires
Depuis la dernière semaine d'octobre 1794, la place était bloquée par les Français. Durant le siège, Weyrother se dépense sans compter et donne l'exemple aux troupes. De nombreuses attaques sont repoussées durant l'hiver, et il en conduit lui-même de nombreuses, par exemple la prise de Weisenau le 1er décembre ou celle des défenses du Zahlbach. Le 30 avril 1795, c'est la prise de Hartenberg, au cours de laquelle le courage de Weyrother ne se dément pas. Le général Wartensleben recommande à l'attention du maréchal Clerfayt « cet officier brave et intelligent ». Le 22 mai 1795, Weyrother est promu major. C'est au cours d'une nouvelle affaire à Weisenau qu'il est blessé à l'épaule gauche. Sa guérison faite, il reste pour une courte durée dans l'armée du Rhin de l'archiduc Charles et, le 11 mai 1796, il reçoit la récompense de son courage en étant fait chevalier dans l'ordre de Marie-Thérèse.
En septembre 1796 il rejoint l'armée d'Italie de Josef Alvinczy. Il prépare le plan de bataille de Bassano (6 novembre 1796), où les Français ne peuvent se maintenir sur la Brenta et doivent se replier sur Vérone. Weyrother est alors promu lieutenant-colonel. Durant la campagne de 1799, il est nommé chef de l'état-major de l'armée d'Italie et adjudant-général du général Kray. Il est à Legnano (26 mars 1799) et Magnano (5 avril 1799). Il s'y comporte de si belle manière qu'il est nommé colonel et reçoit le commandement du 7e régiment d'infanterie. Le 15 août 1799, après la bataille de Novi, Souvorov le recommande à l'empereur d'Autriche. Le 5 août, il est promu colonel. À ce moment, il doit quitter provisoirement le service pour raisons de santé. Après sa convalescence, il est nommé conseiller militaire du ministre Cobenzl lors des négociations de paix de Lunéville.

### Guerres napoléoniennes

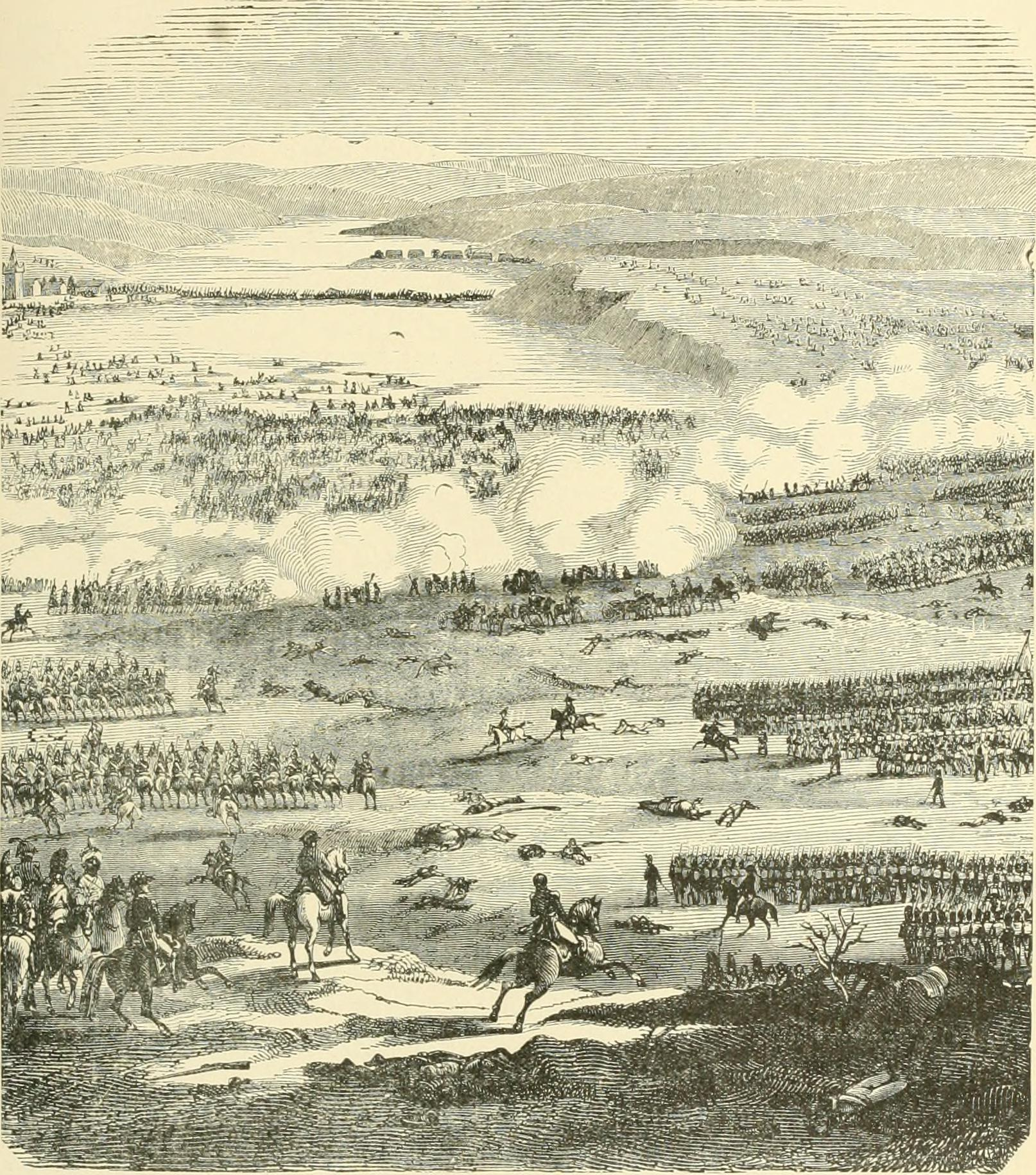
La bataille d'Austerlitz, illustration de Makers of the world's history and their grand achievements d'Henry Davenport Northrop (1903).

Quittant l'état-major général, Weyrother est nommé le 11 mai 1801 commandant du régiment d'infanterie Schröder, poste qu'il garde durant toute la période de paix. Le 2 avril 1805, il est nommé général-major. Lorsque la guerre éclate en 1805, il est nommé, à la demande du général en chef Koutouzov, chef de l'état-major de l'armée alliée. Il remplace à ce poste le général Johann Heinrich von Schmitt, tué à la bataille de Dürenstein.
Franz Weyrother ne survit que quelques mois à la défaite d'Austerlitz : il meurt à Vienne, le 16 février 1806, âgé de seulement 51 ans.